# Sonoma State University

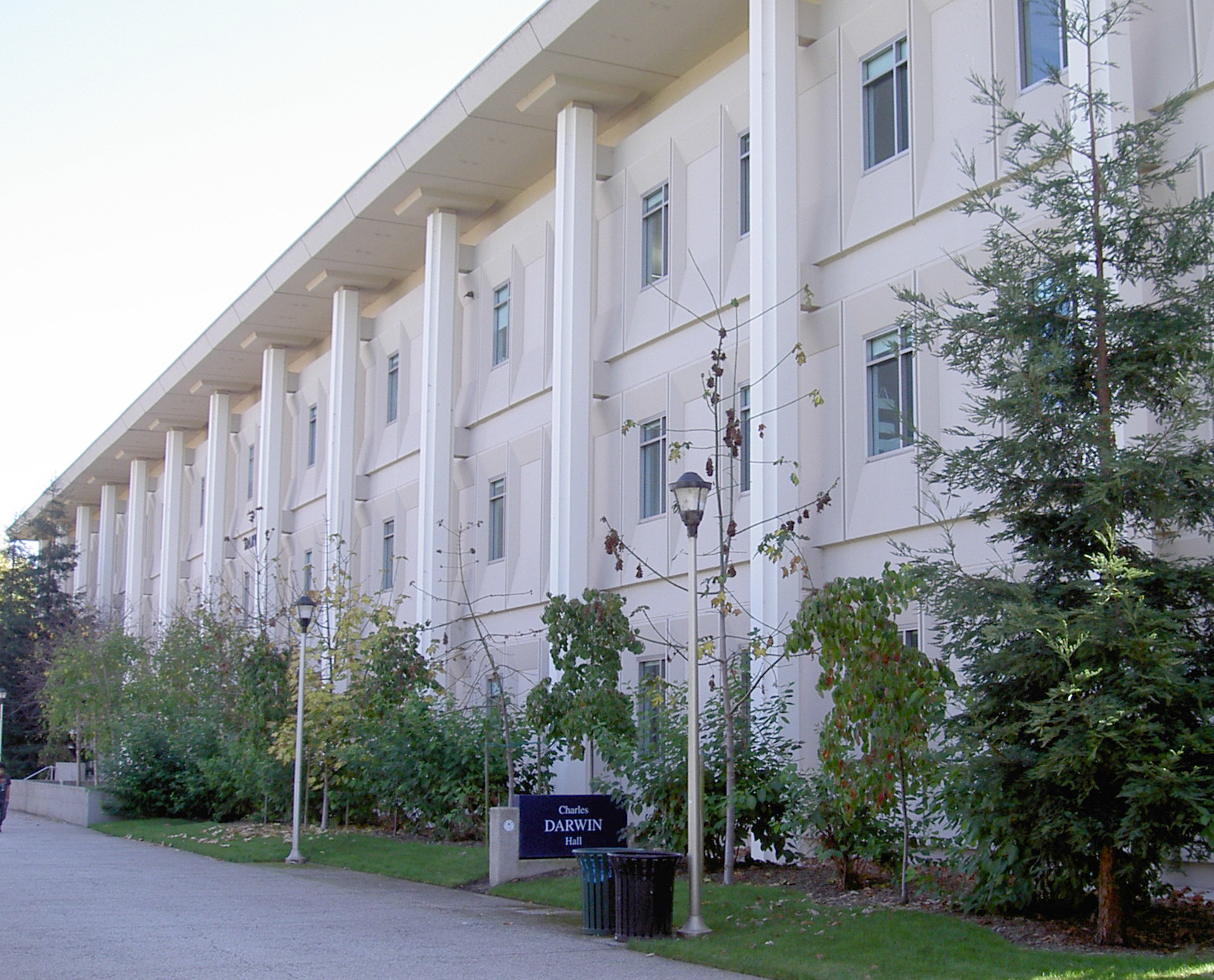
Ein Universitätsgebäude

Die Sonoma State University ist eine staatliche Universität in Rohnert Park in der Gegend von San Francisco im US-Bundesstaat Kalifornien. Die Hochschule wurde 1960 gegründet. Sie ist Teil des California-State-University-Systems.
Zu statistischen Zwecken wurde die Universität als census-designated place (CDP) mit 2679 Einwohnern (Stand: 2020) erfasst.

## Sport
Die Sportteams der Sonoma State University sind die Seawolves. Die Hochschule ist Mitglied in der California Collegiate Athletic Association.

## Berühmte Absolventen
- Larry Allen – American-Football-Spieler
- Ulf-Dietrich Reips – Pionier der Internet-Forschung, Professor, Dichter